# Suseni (gmina w okręgu Marusza)
Suseni – gmina w Rumunii, w okręgu Marusza. Obejmuje miejscowości Luieriu i Suseni. W 2011 roku liczyła 2253 mieszkańców.